# 乘著白雲
《乘着白云》（日语：雲に乗って）为三枝夕夏IN db的第十八张单曲。

## 概要
- 继前作，三枝夕夏继续为该曲作词作曲。此曲为本人首次的Poetry Reading，挑战所谓接近RAP的歌曲。因为为播放《名侦探柯南》是所演唱的版本和Full Chorus版本有很大的不同，因此作为《雲に乗って(TV version)》播放版本，收录了三首歌曲。
- 继前作《太陽》，此次初回盘和通常盘封面仍有差异。而且，在初回盘中收录了2nd专辑《U-ka saegusa IN db II》收录的《Hand to Hand》以及Live中合声等内容的新版本。
- 在公信榜当天排榜中，初登场8位。

## 收录歌曲
1. 雲に乗って
作詞・作曲：三枝夕夏 / 編曲：葉山たけし
  - 读卖电视台•日本电视台动画《名侦探柯南》片头曲
2. 流星のノスタルジア
作詞・作曲：三枝夕夏 / 編曲：麻井寛史
3. 雲に乗って (TV version)
作詞・作曲：三枝夕夏 / 編曲：小泽正澄
4. Hand to Hand -new ver.-
作詞：尾崎春美・三枝夕夏 / 作曲：大野愛果 / 編曲：小澤正澄
初回盘中收录
5. 雲に乗って 〜Instrumental〜

## 收录专辑
- 三枝夕夏 IN d-best 〜Smile&Tears〜（#1）
- THE BEST OF DETECTIVE CONAN 3 〜名探偵コナン テーマ曲集3〜 （#1）
- U-ka saegusa IN db Final Best（#1）

| 动画《名侦探柯南》片头曲 2006年11月20日 - 2007年6月4日 |                            |                                |
| 前作: 愛内里菜&三枝夕夏 《100扇门》                    | 三枝夕夏IN db 《乘着白云》 | 次作: GARNET CROW 《泪之往昔》 |